# Past, Present and Future (Al Stewart)
| Recensione              | Giudizio |
| ----------------------- | -------- |
| AllMusic                |          |
| Dizionario del Pop-Rock |          |

Past, Present and Future è un album di Al Stewart pubblicato nel novembre del 1973.

## Disco
Past, Present and Future può essere considerato il disco della svolta. In questo album il cantautore scozzese abbandona argomenti personali – più o meno biografici – per affrontare temi più complessi legati alla storia della nostra civiltà. Nei progetti iniziali di Stewart il disco avrebbe dovuto essere composto da canzoni ognuna delle quali riguardante un decennio del '900. Le cose sono andate diversamente comunque è indubbio quanto la storia, in questo disco, rivesta un ruolo preponderante.
Roads To Moscow, The last day of June 1934, Post World War Two Blues  hanno come ambientazione il nazismo e la seconda guerra mondiale.
Nostradamus è basato sul libro di Erika Cheetham The Centuries of Nostradamus pubblicato nel 1973.
Warren Harding è sul 29º presidente USA.
Old Admirals è liberamente basata sulla vita dell'Ammiraglio della Flotta inglese Lord Fisher
Soho (needless to say) diventerà un cavallo di battaglia del repertorio di Stewart.
Negli USA, dove esce qualche mese dopo rispetto alla Gran Bretagna e con diversa copertina, Past, Present and Future ottiene un buon successo (pur fermandosi solo al 133 posto della classifica), mentre nella madrepatria il disco viene considerato troppo ambizioso.

## Tracce
LP (1973, CBS Records, S 65726)
Lato A
Testi e musiche di Al Stewart.
1. Old Admirals – 5:54
2. Warren Harding – 2:39
3. Soho (Needless to Say) – 3:55
4. The Last Day of June 1934 – 4:45
5. Post World War Two Blues – 4:17

Lato B
Testi e musiche di Al Stewart.
1. Roads to Moscow – 8:50
2. Terminal Eyes – 3:22
3. Nostradamus – 9:46

## Musicisti
- Al Stewart – chitarra acustica
- Peter Berryman – seconda chitarra acustica
- Isaac Guillory – seconda chitarra acustica, chitarra spagnola
- Tim Renwick – chitarra elettrica
- B. J. Cole – chitarra steel
- Bruce Thomas – basso
- Brian Odgers – basso
- John Wilson – batteria
- Rick Wakeman – tastiere
- Tim Hinkley – tastiere
- Peter Woods – tastiere, pianoforte, fisarmonica
- Bob Andrews – tastiere
- Bob Sargeant – tastiere
- Alistair Anderson – concertina inglese
- Dave Swarbrick – mandolino
- Haim Romano – mandolino
- Luciano Bravo – steel band
- Lennox James – steel band
- Michael Olivier – steel band
- Frank Ricotti – percussioni
- Roger Meddows Taylor – percussioni
- Francis Monkman – sintetizzatore moog
- Krysia Kocjan – cori di sottofondo
- John Donelly – cori di sottofondo
- Mick Welton – cori di sottofondo
- Kevin Powers – cori di sottofondo
- Richard Hewson – arrangiamenti archi e ottoni

### Produzione
- John Anthony – produzione
- Registrazioni effettuate al Trident Sound Studios di Londra, Inghilterra
- Mike Stone – ingegnere delle registrazioni
- Theatregraphics – grafica copertina album originale
- Mario Grattarola – foto copertina album originale[4]

## Successo commerciale
Album
| Anno | Classifica    | Posizione massima |
| ---- | ------------- | ----------------- |
| 1974 | Billboard 200 | 133               |